# Teboho Mokoena
Teboho Mokoena (Thokoza, 10 luglio 1974) è un ex calciatore sudafricano, di ruolo centrocampista.
Ha partecipato alla fase finale del Campionato mondiale di calcio 2002, andando a segno nella gara d'esordio del Sudafrica contro il Paraguay pareggiata 2-2.